# Орбіта (футзальний клуб)
Міні-футбольний клуб Інтурист (Запоріжжя) або просто Інтурист  — український футзальний клуб з міста Запоріжжя, бронзовий призер чемпіонату України футзалу 1992.

## Історія
Тренером команди та президенитом футбольного клубу «Орбіта» був Олександр Гуржеєв, в минулому — гравець юнацької збірної СРСР з футболу, який грав також за свердловський «Уралмаш», мінське «Динамо» і запорізький «Металург». Після завершення кар'єри гравця, Гуржеев тренував українські, російські та казахстанські футзальні клуби.
До фінального турніру розіграшу чемпіонату України 1992 року за керівництвом Гуржеєва «Орбіта» приходить на третьому місці, розділивши очки з дніпропетровським ДХТІ. У вирішальних матчах за участю шести найкращих українських команд «Орбіта» випереджає інших претендентів на медалі й посідає третє місце. Проте після цього через фінансові труднощі клуб розформували.

## Досягнення
- Чемпіонат України
  -  Бронзовий призер (1): 1992 (неофіційний)

## Домашня арена
Клуб проводив свої домашні матчі у залі Палацу Спорту «Юність» у Запоріжжі, який вміщує 500 місць.